# Trnčina
Trnčina je naseljeno mjesto u općini Ravno, Federacija Bosne i Hercegovine, BiH.

## Povijest
U povijesnim vrelima se Trnčina spominje 1639. godine kada u njoj živi 10 rodova, a 1695. godine zabilježen je i lik Trampčina. Zaselak se nekada naziva i Donja Trnčina, a isto se ime odnosi na područje kojem osim zaseoka Trnčina pripadaju i zaselak Prijevor (spominje se 1604. pod ikavskim imenom Privor) te napušteni zaseoci Ćorci, Gojkovice i Sušci koji su bili u posjedu slanskoga samostana, ali su ih uništili uskoci.
Ostali zaseoci sela Trnčina nazivaju se Gornja Trnčina. Jedan od zaseoka je Rupni Do koje se u povijesnim vrelima nazivalo i Ljuba. U njemu se nalazi srednjovjekovna crkva sv. Nikole koja se spominje u povijesnim vrelima od 1622. gdine. Također, na Rokovoj glavici nalazila se crkva sv. Roka koja se u povijesnim vrelima spominje od 1624. godine.
Iz Rupnoga Dola potječe rod Andrijašević iz kojega potječu dva biskupa: skadarski biskup Dominik Andrijašević i sofijski biskup Marko Andrijašević. Po rodu Andrijašević selo nazivalo i Andrijaši.
Krajem 19. stoljeća, talijanski isusovački misionar Antonio Ayala, svjedoči o uvjetima života među katolicima:
„Ne može se vjerovati kako se ovdje živi. Sve su kuće prizemne i velik dio ima zidove bez vapna, pokrov od slame. U njima nema drugog otvora osim vrata koja su redovito jako niska. Tu se na dva zidića diže zemljana podloga i tu se spava. Između ta dva povišenja se pali vatra, jedino sredstvo da se vidi noću, jer nijedna kuća nema svjetiljki koje se pale.”
Do potpisivanja Daytonskog mirovnog sporazuma bilo je u sastavu tadašnje općine Trebinje koja je ušla u sastav Republike Srpske.

## Stanovništvo

### 1991.
Nacionalni sastav stanovništva 1991. godine, bio je sljedeći:
ukupno: 123
- Hrvati – 106 (86,18 %)
- Muslimani – 17 (13,82 %)

### 2013.
Nacionalni sastav stanovništva 2013. godine, bio je sljedeći:
ukupno: 265
- Hrvati – 259 (97,74 %)
- Bošnjaci – 6 (2,26 %)

### Članci
- Zorić, Damir. 1989. Način života u istočnoj Hercegovini sredinom XIX stoljeća. Studia ethnologica Croatica. Filozofski fakultet Sveučilišta u Zagrebu. Zagreb. 1 (1): 99–120
- Vidović, Domagoj. 2010. Pregled toponimije jugozapadnoga dijela Popova. Folia onomastica Croatica. Zavod za lingvistička istraživanja HAZU. Zagreb.  (19): 283–340

## Vanjske poveznice
- Satelitska snimka  Arhivirana inačica izvorne stranice od 30. rujna 2007. (Wayback Machine)